# Doloclanes ceudo
Doloclanes ceudo är en nattsländeart som beskrevs av Malicky 1993. Doloclanes ceudo ingår i släktet Doloclanes och familjen stengömmenattsländor. Inga underarter finns listade i Catalogue of Life.